# Liste der Biografien/Foa
Liste der Biografien |
Portal Biografien |
Personensuche
# |
A |
B |
C |
D |
E |
F |
G |
H |
I |
J |
K |
L |
M |
N |
O |
P |
Q |
R |
S |
T |
U |
V |
W |
X |
Y |
Z |
?
 
Fa |
Fe |
Ff |
Fh |
Fi |
Fj |
Fk |
Fl |
Fm |
Fn |
Fo |
Fr |
Ft |
Fu |
Fy
 
Foa |
Fob |
Foc |
Fod |
Foe |
Fof |
Fog |
Foh |
Foi |
Foj |
Fok |
Fol |
Fom |
Fon |
Foo |
Fop |
For |
Fos |
Fot |
Fou |
Fov |
Fow |
Fox |
Foy |
Foz
Die Liste der Biografien führt alle Personen auf, die in der deutschsprachigen Wikipedia einen Artikel haben. Dieses ist eine Teilliste mit 13 Einträgen von Personen, deren Namen mit den Buchstaben „Foa“ beginnt.

## Foa
- Foà, Anna (1876–1944), italienische Entomologin
- Foà, Arnoldo (1916–2014), italienischer Schauspieler
- Foa, Barrett (* 1977), US-amerikanischer SchauspielerBarrett Foa (* 1977)

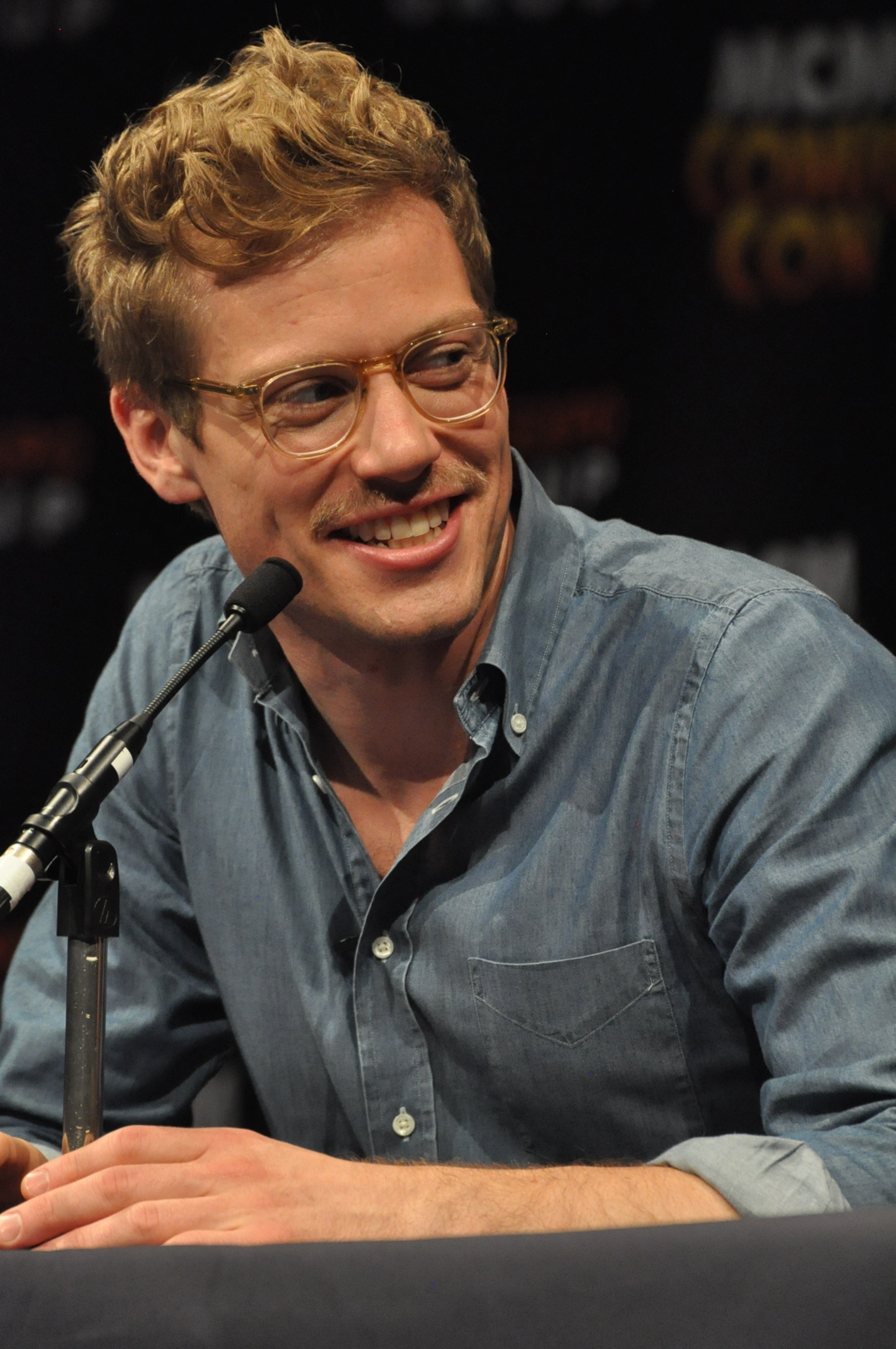
Barrett Foa (* 1977)

- Foa, Eugénie (1796–1852), französische Schriftstellerin
- Foà, Luciano (1915–2005), italienischer Literaturkritiker und Verleger
- Foa, Marcello (* 1963), italienischer Journalist, Geschäftsmann, Blogger und Schriftsteller mit Schweizer Staatsbürgerschaft
- Foà, Tobia, Buchdrucker in Sabbioneta
- Foa, Vittorio (1910–2008), italienischer Politiker

### Foad
- Foad, James (* 1987), britischer Ruderer

### Foak
- Foakes, Ben (* 1993), englischer Cricketspieler
- Foakes, Reginald A. (1923–2013), britischer Literaturwissenschaftler

### Foal
- Foale, Michael (* 1957), US-amerikanischer Astronaut

### Foat
- Foata, Dominique (* 1934), französischer Mathematiker